# Timothy Collins

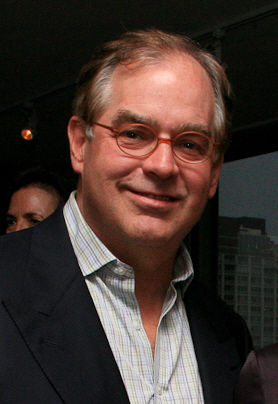
Tim Collins (Ripplewood Holdings) Photo credit: Grace Villamil

Timothy C. Collins (* 8. Oktober 1956) ist der frühere CEO der US-amerikanischen Ripplewood Holdings, die auf Firmenübernahmen spezialisiert ist. Er hat das Unternehmen, welches derzeit ca. 4 Mrd. USD Kapital verwaltet, im Jahr 1995 gegründet.
Collins hat an der Yale University studiert.